# 添田修平
添田修平（1929年2月1日—）是中国国际广播电台的一名外国专家，主要负责日语节目的制作与主持工作。他出生于日本，精通日语和中文，致力于通过广播节目促进中日两国之间的文化交流与相互理解。作为中华人民共和国第一批从事日语广播的日籍播音员，添田修平曾受到过中国国家领导人的接见，入围“新中国60年最有影响的海外专家”，也培养了一批高水平日语播音员。

## 经历
添田修平1929年2月1日出生于日本神奈川县，是兄弟六人中最小的一个。由于不是需要继承家业的长子，因此添田修平的父母放手让其去做自己想做的事情。1949年10月1日，还在学校学习期间的添田修平听说了中华人民共和国的诞生，从而对这个亚洲的社会主义新兴国家产生了浓厚的兴趣。1952年，添田修平从东北帝国大学（现东北大学）经济系毕业，之后进入早稻田大学文学研究科攻读俄罗斯文学硕士学位。出于对俄罗斯文学的热爱，添田修平在听说莫斯科广播电台在招聘外语播音员时就专程前往东京广播学院进修，并计划毕业后前往莫斯科。然而由于出境手续繁杂、流程进展缓慢，添田修平放弃了前往莫斯科的打算，并在日本电波新闻社找到了一份工作。

### 在中国工作
在日本电波新闻社工作期间，添田修平的工作主要是收集亚洲新兴社会主义国家的信息并介绍给日本。两三年后当他从中国社会主义研究会得知北京广播公司的需要招聘会讲日语的人作为播音员。在考虑到去中国的手续较为简单后，添田修平决定举家前往中国。当时由于中日邦交尚未正常化，前往中国的签证由日中文化交流协会与日本外务省进行交涉。经过6个月的交涉后，添田修平与妻子内海博子在1963年乘坐挪威客船前往上海。9月，夫妻二人抵达北京，先是在《北京周报》日文版参与稿件修改工作，半年后被调入中国国际广播电台，在日语部当播音员。在中国国际广播电台，添田修平以“赵志行”为名进行播音工作。
文化大革命到来时，尽管亲戚好友都极力要求夫妇二人回国，但两人最终还是选择留在中国继续工作。时任总理周恩来一次视察电台时见到添田夫妇，便亲口对他们说对外播音的工作十分重要，中国需要他们，并希望他们能留下来继续工作。受此感召，夫妇二人在回日本休假后，还是选择返回中国继续对外播音的工作。1976年唐山大地震时，夫妇二人并未接受外国专家局的安排前往中国南方避难，而是选择与中国同事一起住在专家楼外的地震棚里，坚守播音岗位向日本听众报道灾后情况以及中国政府和人民抗震救灾的决心。1987年，夫妇二人被国务院定为可以终身定居中国的外国老专家。
在几十年的工作中，添田修平曾多次受到周恩来的接见，并获得过时任总理李鹏颁发的荣誉证书，并曾入围“新中国60年最有影响的海外专家”。除了播音外，添田修平还负责培养了一批中国播音员。在几十年的工作中他曾先后培养了50多位高水平日语播音员。

## 个人
添田修平主要的爱好就是读书，也喜欢收藏字画和瓷器，对中国传统文化十分喜爱，平时会手持地图册坐公交车逛北京各处的名胜古迹。他十分崇敬毛泽东，认为毛泽东生活朴素、心系百姓，尽管也会犯错，但仍旧是杰出的政治家。他对邓小平的改革政策也十分赞同，认为中国的改革开放给人民带来了巨大的收益。作为外国老专家，添田修平退休后也常在逢年过节时受到政府部门派员看望。

## 家庭
1962年4月13日，添田修平与32岁的内海博子结婚。两人都曾供职于日本电波新闻社，受当时全球无产阶级革命思潮的影响，在50年代末两人先后加入了日本共产党。在中国国际广播电台日语部工作的第二年，两人生下长女民子，三年后，又生下长子武人。内海博子于1993年8月因病在北京去世。二人的子女皆在北京出生，从小在中国长大，女儿长大后在香港生活，而儿子添田武人是北京大学中文系86届学生，毕业后留学美国，之后加入日本索尼。因中文流利，添田武人在2000年前后开始负责索尼中国区的业务，2022年升任索尼中国副总裁。